# Liste des cours d'eau de Madagascar

les grands bassins versants de Madagascar

## Par ordre alphabétique
Les cours d'eau de Madagascar sont par ordre alphabétique :
- Androranga, Anjobony, Antainambalana, Antenambalana, Andranotsimisiamalona.
- Bemarivo, Besokatra, Betsiboka, Bombetoka
- Faraony, Fiherenana, Fanambana
- Ikopa, Imaloto, Irodo, Ivoloina, Ivondro
- Jabo
- Linta, Loky
- Maevarano, Mahajamba, Mahavavy, Mahavavy sud, Manajary, Manambaho, Manambato, Manambolo, Manambovo, Manampatrana, Mananara, Mandrare, Mangarahara, Mania, Mangoky, Mangoro, Maningory, Maningoza, Matsiatra, Menarandra.
- Namorona
- Onibe, Onilahy.
- Rianila
- Saharenana, Sakaleona, Sakay, Sambirano, Sandratsio, Sisaony, Sofia
- Tandra, Tsiribihina[1].

## Par bassin versant

### Les versants de la montagne d'Ambre:11 200km2
- Besokatra, 40 km (3 300 km2)
- Irodo, 80 km (4 300 km2)
- Saharenana, 52 km (3 300 km2)

### Les versants du Tsaratanàna:20 000km2
- Bemarivo, 140 km
- Maevarano, 203 km
- Mahavavy, 160 km (3 345 km2)
- Sambirano, 124 km

### Le versant Est:150 000km2
- Faraony, 150 km (2 761 km2)
- Ivoloina
- Ivondro, 150 km (3 513 km2)
- Manajary, 212 km (7 002 km2)
- Mananara, 323 km (17 230 km2)[note 1]
- Mangoro, 300 km (17 704 km2)
- Maningory, 260 km (12 646 km2)
- Matitanana
  - Sandrananta, 128 km
- Namorona, 103 km (2 079 km2)
- Rianila, 134 km (7 594 km2)
- Sakaleona, 178 km
- Sandratsio, 125 km

### Le versant Ouest:365 000km2
- Betsiboka, 605 km[note 2] (48 879 km2)
  - Ikopa, 485 km
    - Sisaony
- Mahajamba, 298 km (14 883 km2)
- Mahavavy, 160 km (3 270 km2)
- Mahavavy sud, 410 km (16 475 km2)
  - le Tandra
- Manambolo, 370 km (13 970 km2)
- Mangoky, 714 km[note 3] (55 884 km2)
  - Matsiatra, 410 km
    - Mandranofotsy

  - Mananatana, 350 km
- Onilahy, 400 km (32 225 km2)
  - Imaloto-Lalana, 242 km
- Sofia, 328 km (28 295 km2)
  - Mangarahara
  - Anjobony, 200 km
  - Bemarivo, 265 km
- Tsiribihina, 100 km (49 800 km2)
  - Sakeny, 170 km
  - Mahajilo, 260 km
    - Kitsamby
    - Sakay, 144 km

  - Mania, 280 km (18 656 km2)[1]
    - Andrantsay

### Les versants méridionaux:48 750km2
- Linta, 173 km (5 437 km2)
- Manambovo, 165 km (4 765 km2)
- Menarandra, 235 km (8 624 km2)
- Mandrare, 270 km (12 547 km2)

## Hydrologie
L'hydrologie a fait l'objet d'un rapport de synthèse par D. Bauduin et E.Servat par l'ORSTOM ou Office de la recherche scientifique et technique d'Outre-Mer en 1993